# Jean-Baptiste Vanginot
Jean Vanginot dit Jean-Baptiste Vanginot, est un architecte français des monuments historiques né à Vidaillat le 13 novembre 1820, et mort à Rodez le 20 juin 1883.

## Biographie
Il est le fils de Jean Vanginot, cultivateur, et d'Anne Vanginot.
Il est admis à l'École des beaux-arts de Paris le 23 décembre 1843. Il a été un élève d'Henri Labrouste. 
Il est inspecteur pour les travaux réalisés dans le diocèse de Limoges en 1846. Il a construit à Limoges une maison privée dans le style de Viollet-le-Duc, vers 1872.
Il a été architecte du département de l'Aveyron entre 1856 et 1877. En 1862, au décès de l'architecte Étienne-Joseph Boissonnade, le préfet le propose comme architecte diocésain de Rodez car dévoué à l'Empereur, contre l'avis de l'évêque de Rodez. Il est nommé architecte diocésain de Rodez le 30 octobre 1862.
Il s'est marié à Rodez le 2 avril 1861 avec Marie Julie Amélie Jaudon.
Il a pris la suite de l'architecte Boissonnade pour la construction du nouveau tribunal de Villefranche-de-Rouergue, l'actuel hôtel de ville.
En 1875, l'évêque de Rodez signale qu'il est malade alors qu'il doit surveiller la construction d'une quarantaine d'église dans le diocèse, et les chantiers sont alors contrôlés par Auguste Andrieu, son premier commis. Le contrôle des travaux propose de confier temporairement son poste à Louis-Clémentin Bruyerre, mais n'est pas suivi. Il est toujours malade en 1876. Il est mis à la retraite le 28 février 1877 quand l'administration des cultes s'aperçoit qu'il y a des dépassements de crédits. 

## Ouvrages
- Ancien tribunal de Villefranche-de-Rouergue, actuel hôtel de ville, à partir de 1862.
- Église Saint-Augustin de Villefranche-de-Rouergue[7]
- Succursale de la Banque de France à Rodez en 1874, en collaboration avec Jean Charles Laisné.
- Restauration de l'église paroissiale Saint-Martin de Limouze[8].
- Église Saint-Sever du Moustier, entre 1869 et 1872[9].
- Restauration de l'église paroissiale Saint-Géraud de Concourès, entre 1873 et 1876[10].
- Agrandissement de l'église Notre-Dame de Sauvagnac, à Saint-Léger-la-Montagne[11].